# Молокоєдов Олександр Іванович
Молокоєдов Олександр Іванович (Молокоєд) — сержант Збройних сил України.
По професії — провідник залізниці. Сержант 5-ї роти, 93-я окрема механізована бригада, бере участь в обороні Донецького аеропорту.

## Нагороди
6 жовтня 2014 року — за особисту мужність і героїзм, виявлені у захисті державного суверенітету та територіальної цілісності України, вірність військовій присязі під час російсько-української війни, відзначений — нагороджений орденом «За мужність» III ступеня.